# Ildebrando Scipiotti
Ildebrando Scipiotti (Mantova, 16 novembre 1832 – 1891) è stato un patriota e militare italiano, partecipò alla Spedizione dei Mille di Garibaldi.

## Biografia
Di professione orefice, si arruolò nel 1859 nei Cacciatori delle Alpi che combatterono in Lombardia. Nel 1860 partecipò alla Spedizione dei Mille come ufficiale, grado che mantenne nel Regio Esercito dopo la campagna.